# Старая Уда
 Старая Уда  — деревня в Лямбирском районе Мордовии в составе  Атемарского сельского поселения.

## География
Находится на расстоянии примерно 15 километров на восток от города Саранск.

## История
Село возникло как выселок атемарских крестьян и однодворцев в конце XVII или в начале XVIII века. С 1817 года до советского периода истории считалась селом после постройки Введенской церкви, в 1869 году было 33 двора

## Население
Постоянное население составляло 20 человек (русские 90%) в 2002 году, 15 в 2010 году .